# Roberto Payán
Roberto Payán é um município da Colômbia, localizado no departamento de Nariño.